# Imperial College Union

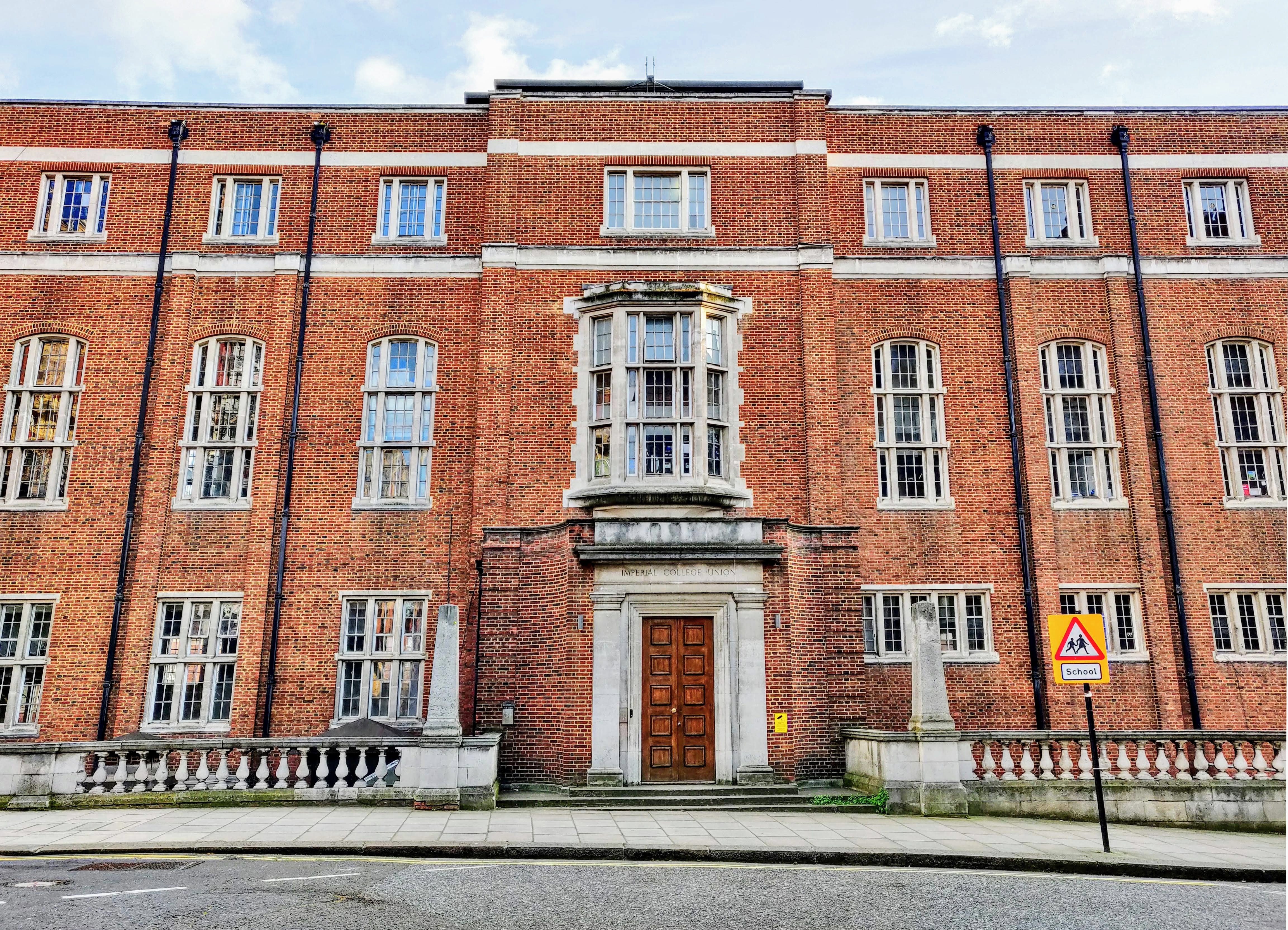
Gebäude der Studentenvereinigung

Imperial College Union ist die Studentenvertretung des Imperial College London. Sie betreibt Studentenbars in der Gegend Albertopolis und beheimatet viele sogenannte „societies“ (wörtlich: „Gesellschaften“). Dort können sich Studenten mit gemeinsamen Interessen organisieren, austauschen und Events und Partys organisieren. Die Vertretung befindet sich im Nordflügel des Beit Quadrangle in der Prince Consort Road.

## Organisation
Die Vertretung ist demokratisch organisiert. In Wahlen wird eine Reihe von Repräsentanten bestimmt, die in sogenannten „Union committees“ sitzen. Diese verwalten Gelder und vertreten die Studentenschaft innerhalb und außerhalb der Universität. Derzeit (2014) hat die Union ungefähr 15.000 Mitglieder.